# Strada statale 329 del Passo di Bocca di Valle
La ex strada statale 329 del Passo di Bocca di Valle (SS 329), ora strada provinciale 329 Passo di Bocca di Valle (SP 329), è una strada provinciale italiana che collega la costa maremmana con le Colline Metallifere.

## Percorso
La strada ha origine poco fuori Donoratico, frazione di Castagneto Carducci, dal tratto ormai dismesso della strada statale 1 Via Aurelia. Il tracciato raggiunge quindi lo stesso centro abitato di Castagneto Carducci e, una volta superato, sale nel comune di Sassetta fino al passo di Bocca di Valle (313 m s.l.m.).
Il percorso prosegue addentrandosi nel territorio della provincia di Pisa, toccando Monteverdi Marittimo, ed innestandosi dopo oltre quaranta chilometri di lunghezza sulla strada statale 439 Sarzanese Valdera nei pressi di Larderello, nel comune di Pomarance.
In seguito al decreto legislativo n. 112 del 1998, dal 2001 la gestione è passata dall'ANAS alla Regione Toscana che ha provveduto al trasferimento dell'infrastruttura al demanio della Provincia di Livorno e della Provincia di Pisa per le tratte territorialmente competenti